# Једнорог (сазвежђе)
Једнорог (лат. Monoceros) је једно од 88 модерних сазвежђа. Налази се на небеском екватору и видљив је и са већег дела северне и целе јужне хемисфере. Сазвежђе је у 17. веку дефинисао холандски астроном Петар Планције.

## Звезде
Једнорог је релативно слабо сазвежђе, свега неколико звезда је видљиво голим оком. Најсјајнија је алфа Једнорога, која се налази на око 144 светлосних година и има магнитуду 3,93. Друга по сјајности је гама Једнорога, магнитуде 3,98.
Бета Једнорога је тројни систем чије се појединачне компоненте могу видети већ и малим телескопом, а Вилхелм Хершел их је назвао „једним од најлепших објеката на небу“.
Пласкетова звезда магнитуде 6,05 је једна од најмасивнијих двојних звезда — чине је два џина укупне масе око 100 Сунчевих маса које су удаљене једна од друге мање него Земља од Сунца.

## Објекти дубоког неба
У Једнорогу се налази неколико занимљивих објеката дубоког неба, укључујући маглину NGC 2264 („Маглина Божићно дрво“) у чијем се средишру налази звезда  Једнорога.
Маглина Розета (NGC 2237) је велика емисиона маглина коју изнутра осветљава отворено звездано јато NGC 2244.
М50 (NGC 2323) је такође отворено звездано јато.